# Proceso oponente
El proceso oponente es una teoría del color que establece que el sistema visual humano interpreta la información sobre el color procesando las señales de las células fotorreceptoras de manera antagónica. La teoría del proceso oponente sugiere que existen tres canales oponentes, cada uno de los cuales comprende un par de colores opuestos: rojo frente a verde, azul frente a amarillo y negro frente a blanco (luminancia). La teoría fue propuesta por primera vez en 1892 por el fisiólogo alemán Ewald Hering.

## Teoría del color

### Colores complementarios
Cuando se mira fijamente un color brillante durante un tiempo (por ejemplo, el rojo) y luego se aparta la mirada hacia un campo blanco, se percibe una imagen remanente, de modo que el color original evocará su color complementario (verde, en el caso de la entrada roja). Cuando se combinan o mezclan colores complementarios, se «anulan mutuamente» y se vuelven neutros (blancos o grises). Es decir, los colores complementarios nunca se perciben como una mezcla; no existe el «rojo verdoso» ni el «azul amarillento», a pesar de que se afirme lo contrario. El mayor contraste cromático que puede tener un color es su color complementario. Los colores complementarios también pueden denominarse «colores opuestos» y son, comprensiblemente, la base de los colores utilizados en la teoría del proceso oponente.

### Tonos únicos

Pares de colores oponentes basados en el experimento NCS, incluidos el negro, el blanco y los cuatro tonos únicos

Los colores que definen los extremos de cada canal oponente se denominan tonos únicos, a diferencia de los tonos compuestos (mezclados). Ewald Hering definió por primera vez los tonos únicos como rojo, verde, azul y amarillo, y los basó en el concepto de que estos colores no podían percibirse simultáneamente. Por ejemplo, un color no puede parecer rojo y verde a la vez.  Estas definiciones se han perfeccionado experimentalmente y hoy en día están representadas por ángulos de tono promedio de 353° (rojo carmín), 128° (verde cobalto), 228° (azul cobalto) y 58° (amarillo).
Los tonos únicos pueden diferir entre individuos y a menudo se utilizan en la investigación psicofísica para medir variaciones en la percepción del color debido a deficiencias en la visión del color o a la adaptación del color. Si bien existe una variabilidad considerable entre sujetos al definir tonos únicos experimentalmente, los tonos únicos de un individuo son muy consistentes, con una precisión de unos pocos nanómetros.

## Base fisiológica

### Relación con el espacio de color LMS

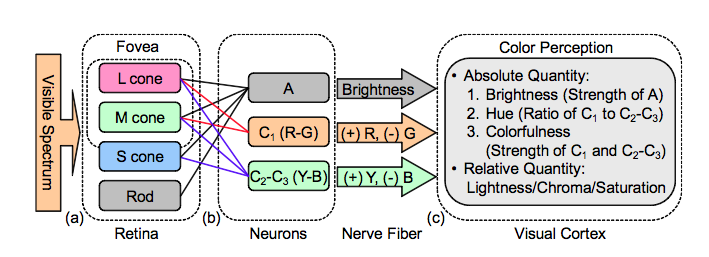
Diagrama del proceso oponente

Aunque inicialmente se pensó que las teorías de los procesos tricromático y oponente estaban reñidas, más tarde se demostró que los mecanismos responsables del proceso oponente reciben señales de los tres tipos de conos predichos por la teoría tricromática y los procesan a un nivel más complejo.
La mayoría de los humanos tienen tres células cónicas diferentes en la retina que facilitan la visión tricromática del color. Los colores están determinados por la excitación proporcional de estos tres tipos de conos, es decir, su «captura cuántica». Los niveles de excitación de cada tipo de cono son los parámetros que definen el espacio de color LMS. Para calcular los valores triestímulo del proceso oponente a partir del espacio de color LMS, se deben comparar las excitaciones del cono:
- El canal oponente luminoso es igual a la suma de las tres células de cono (más las células del bastón en algunas condiciones).
- El canal oponente rojo-verde es igual a la diferencia de los conos L y M.
- El canal oponente azul-amarillo es igual a la diferencia entre el cono S y la suma de los conos L y M.

### Bases neurológicas

Gráfico logarítmico de las funciones de sensibilidad al contraste espacial para la luminancia y el contraste cromático.

Se cree que la conversión neurológica del color del espacio cromático LMS al proceso oponente ocurre principalmente en el núcleo geniculado lateral (NGL) del tálamo, aunque también puede tener lugar en las células bipolares de la retina. Las células ganglionares de la retina transportan la información desde la retina hasta el NGL, que contiene tres clases principales de capas: 
- Capas magnocelulares (células grandes): responsables en gran medida del canal de luminancia
- Capas parvocelulares (células pequeñas): responsables en gran medida de la oponencia rojo-verde
- Capas koniocelulares: responsables en gran medida de la oponencia azul-amarillo

### Ventaja
La transmisión de información en el espacio de color del canal oponente es ventajosa respecto a su transmisión en el espacio de color LMS (señales «brutas» de cada tipo de cono). Existe cierta superposición en las longitudes de onda de la luz a las que responden los tres tipos de conos (L para onda larga, M para onda media y S para luz de onda corta), por lo que es más eficiente para el sistema visual (desde una perspectiva de rango dinámico) registrar las diferencias entre las respuestas de los conos, en lugar de la respuesta individual de cada tipo de cono.

### Daltonismo
El daltonismo se puede clasificar en función de la célula cónica afectada (protán, deután, tritán) o según el canal oponente afectado (rojo-verde o azul-amarillo). En cualquier caso, el canal puede estar inactivo (en el caso de dicromacia) o tener un rango dinámico menor (en el caso de tricromacia anómala). Por ejemplo, las personas con deuteranopía ven poca diferencia entre los tonos únicos de rojo y verde.

## Historia
Johann Wolfgang von Goethe estudió por primera vez el efecto fisiológico de los colores opuestos en su Teoría de los colores en 1810. Goethe dispuso su círculo cromático simétricamente, «pues los colores que se oponen diametralmente entre sí en este diagrama son aquellos que se evocan recíprocamente en el ojo. Así, el amarillo exige el violeta; el naranja, el azul; el rojo, el verde; y viceversa: de este modo, todas las gradaciones intermedias se evocan recíprocamente».
Ewald Hering propuso la teoría de los colores oponentes en 1892, según la cual los colores rojo, amarillo, verde y azul son especiales en el sentido de que cualquier otro color puede describirse como una mezcla de ellos y que existen en pares opuestos. Es decir, se percibe o bien el rojo o bien el verde pero nunca el rojo verdoso: aunque el amarillo es una mezcla de rojo y verde en la teoría del color RGB, el ojo no lo percibe como tal.
La nueva teoría de Hering contradecía la teoría predominante de Young-Helmholtz (teoría tricromática), propuesta por primera vez por Thomas Young en 1802 y desarrollada por Hermann von Helmholtz en 1850. Las dos teorías parecían irreconciliables hasta 1925, cuando Erwin Schrödinger logró conciliarlas y demostrar que podían ser complementarias.

### Validación
En 1957, Leo Hurvich y Dorothea Jameson proporcionaron una validación psicofísica de la teoría de Hering. Su método se denominó cancelación de tono. Los experimentos de cancelación de tono comenzaron con un color (por ejemplo, amarillo) e intentaron determinar qué cantidad del color oponente (por ejemplo, azul) de uno de los componentes del color inicial debe agregarse para alcanzar el punto neutro.
En 1959, Gunnar Svaetichin y MacNichol registraron en la retina de los peces e informaron de tres tipos distintos de células:
- Una célula respondió con hiperpolarización a todos los estímulos de luz independientemente de la longitud de onda, por lo que se denominó célula de luminosidad.
- Otra célula respondió con hiperpolarización en longitudes de onda cortas y con despolarización en longitudes de onda medias y largas. Esta se denominó célula de cromaticidad.
- Una tercera célula, también una célula de cromaticidad, respondió con hiperpolarización a longitudes de onda bastante cortas, alcanzando un máximo de alrededor de 490 nm, y con despolarización a longitudes de onda mayores a aproximadamente 610 nm.

Svaetichin y MacNichol llamaron a las células de cromaticidad Amarillo-Azul y Rojo-Verde células de color oponentes. 
Células opuestas cromática o espectralmente similares, que a menudo incorporaban oponencia espacial (por ejemplo, centro rojo «encendido» y contorno verde «apagado») fueron encontradas en la retina y en el núcleo geniculado lateral (NGL) de vertebrados durante los años 1950 y 1960 por De Valois et al., Wiesel y Hubel, y otros.
Siguiendo el ejemplo de Gunnar Svaetichin, las células fueron ampliamente denominadas células de colores oponentes: Rojo-Verde y Amarillo-Azul. Durante las siguientes tres décadas, se siguió informando sobre células espectralmente opuestas en la retina y el NGL de primates. En la literatura se utilizan diversos términos para describir estas células, entre ellos, células cromáticamente opuestas u oponentes, espectralmente opuestas u oponentes, color oponente, oponente de color, respuesta oponente y, simplemente, célula oponente.

### En otros campos
Otros han aplicado la idea de estímulos opuestos más allá de los sistemas visuales, como se describe en el artículo sobre la teoría del proceso oponente. En 1967, Rod Grigg amplió el concepto para reflejar una amplia gama de procesos oponentes en los sistemas biológicos. En 1970, Solomon y Corbit ampliaron el modelo general del proceso oponente neurológico de Hurvich y Jameson para explicar la emoción, la adicción a las drogas y la motivación laboral.

## Aplicaciones
La teoría del color oponente se puede aplicar a la visión por computadora e implementarse como en el modelo de color gaussiano y el modelo de procesamiento de visión natural.

## Crítica y células de color complementarias
Existe una gran controversia sobre si la teoría del procesamiento oponente es la mejor manera de explicar la visión del color. Se han llevado a cabo algunos experimentos que implican estabilización de imagen (donde se experimenta pérdida de bordes) que produjeron resultados que sugieren que los participantes han visto colores «imposibles» o combinaciones de colores que los humanos no deberían poder ver según la teoría del procesamiento oponente. Sin embargo, muchos critican que estos resultados pueden ser simplemente experiencias ilusorias. En cambio, los críticos e investigadores han comenzado a intentar explicar la visión del color mediante referencias a los mecanismos retinianos, en lugar del procesamiento oponente, que ocurre en la corteza visual del cerebro.
A medida que se acumulaban los registros de células individuales, a muchos fisiólogos y psicofísicos les quedó claro que los colores opuestos no explicaban satisfactoriamente las respuestas espectralmente opuestas de las células individuales. Por ejemplo, Jameson y D'Andrade analizaron la teoría de colores oponentes y descubrieron que los tonos únicos no coincidían con las respuestas espectralmente opuestas. El propio De Valois lo resumió así:
«Aunque nosotros, como otros, quedamos muy impresionados con el hallazgo de células oponentes, de acuerdo con las sugerencias de Hering, cuando el Zeitgeist de la época se oponía firmemente a la noción, los primeros registros revelaron una discrepancia entre los canales perceptivos oponentes de Hering-Hurvich-Jameson y las características de respuesta de las células oponentes en el núcleo geniculado lateral del macaco».
Valberg recuerda que:
«Se volvió común entre los neurofisiólogos usar términos de color para referirse a las células oponentes como en las notaciones “células rojas-ON”, “células verdes-OFF” [...] En el debate [...] algunos psicofísicos estaban felices de ver lo que creían que era oponencia confirmada a un nivel objetivo, fisiológico. En consecuencia, no dudaron en relacionar los pares de colores únicos y polares directamente con la oponencia de los conos. A pesar de la evidencia en contra [...] los libros de texto han repetido, hasta el día de hoy, la idea errónea de relacionar la percepción de tono único directamente con los procesos oponentes de los conos periféricos. La analogía con la hipótesis de Hering se ha llevado aún más lejos, hasta el punto de implicar que cada color en el par oponente de tonos únicos podría identificarse con la excitación o inhibición de un mismo tipo de célula oponente».
Webster et al. y Wuerger et al. han reafirmado de manera concluyente que las respuestas espectralmente opuestas de células individuales no se alinean con colores oponentes de tono único.
Experimentos más recientes muestran que la relación entre las respuestas de células individuales oponentes al color y la oponencia perceptiva del color es incluso más compleja de lo que se suponía. Los experimentos de Zeki et al., utilizando el Land Color Mondrian, han demostrado que cuando los observadores normales ven, por ejemplo, una superficie verde que es parte de una escena multicolor y que refleja más luz verde que roja, se ve verde y su imagen residual es magenta. Pero cuando la misma superficie verde refleja más luz roja que verde, todavía parece verde (debido al funcionamiento de los mecanismos de constancia del color) y su imagen residual todavía se percibe como magenta. Esto también se aplica a otros colores y puede resumirse diciendo que, así como las superficies conservan sus categorías de color a pesar de las amplias fluctuaciones en la composición de longitud de onda y la energía de la luz reflejada por ellas, el color de la imagen residual producida al observar superficies también conserva su categoría de color y, por lo tanto, también es independiente de la composición de longitud de onda y energía de la luz reflejada por la zona que se está observando. En otras palabras, hay una constancia en los colores de las imágenes posteriores. Esto sirve para enfatizar aún más la necesidad de investigar más profundamente la relación entre las respuestas de las células oponentes individuales y la oponencia perceptual del color, por un lado, y la necesidad de una mejor comprensión de si los procesos oponentes fisiológicos generan colores oponentes perceptuales o si estos últimos se generan después de que se generan los colores.
En 2013, Pridmore argumentó que la mayoría de las celdas Rojo-Verde reportadas en la literatura de hecho codifican los colores Rojo-Cian. De esta manera, las células codifican colores complementarios en lugar de colores opuestos. Pridmore también informó sobre células verde-magenta en la retina y en la corteza visual primaria. Por tanto, argumentó que las células rojo-verde y azul-amarilla deberían llamarse células complementarias «verde-magenta», «rojo-cian» y «azul-amarilla». Un ejemplo del proceso complementario puede experimentarse al mirar fijamente un cuadrado rojo (o verde) durante cuarenta segundos y luego, inmediatamente después, mirar una hoja de papel blanca. El observador percibe entonces un cuadrado cian (o magenta) en la hoja en blanco. Esta imagen residual de color complementario se explica más fácilmente mediante la teoría del color tricromático (teoría de Young-Helmholtz) que mediante la teoría del color RYB tradicional; en la teoría del proceso oponente, la fatiga de las vías que promueven el rojo produce la ilusión de un cuadrado cian.
Un ensayo de opinión de 2023 de Conway, Malik-Moraleda y Gibson afirmó «revisar la evidencia psicológica y fisiológica de la teoría de los colores opuestos» y afirmó sin rodeos que «la teoría es errónea».